# Matthias Bartelmann
Matthias Bartelmann (* 1965 in Bamberg) ist ein deutscher Physiker und Hochschullehrer  an der Universität Heidelberg. Er ist in der theoretischen Astrophysik mit den Forschungsschwerpunkten Kosmologie und Gravitationslinseneffekt tätig.

## Biografie
Bartelmann besuchte in  seiner Geburtsstadt  Bamberg  das Dientzenhofer-Gymnasium. Mit dem Abitur 1984 erhielt er das bayerische Begabtenstipendium und wurde in die Stiftung Maximilianeum aufgenommen.
An der Ludwig-Maximilians-Universität München studierte Bartelmann von 1985 bis 1990 Physik und schloss mit dem Diplom ab. Das Thema seiner Diplomarbeit lautete: Der Einfluß einer Kombination von Mikro- und Makrolinsen auf die Statistik kosmologischer Objekte.
Zum Promotionsstudium ging er ans Max-Planck-Institut für Astrophysik in Garching bei München und promovierte 1992 an der LMU mit dem Thema Großskalige Korrelationen kosmologischer Objekte aufgrund des Gravitationslinseneffekts. Die Arbeit wurde von der Max-Planck-Gesellschaft mit der Otto-Hahn-Medaille ausgezeichnet.
Die nächsten elf Jahre arbeitete Bartelmann als wissenschaftlicher Mitarbeiter am MPI für Astrophysik in Garching, mit Ausnahme der Jahre 1994 und 1995, in denen er in den USA am Harvard-Smithsonian Center for Astrophysics in Cambridge, Massachusetts, forschte.
1996 erhielt er von der Astronomischen Gesellschaft den Ludwig-Biermann-Förderpreis für junge Astronomen.
Bartelmann habilitierte 1998 über das Thema Untersuchungen von Galaxienhaufen mittels Lichtablenkung und Röntgenstrahlemission (Originaltitel der Arbeit: Diagnostics of galaxy clusters with light deflection and X-ray emission) und erhielt im selben Jahr das Heisenberg-Stipendium. Von 1998 bis 2003 war er wissenschaftlicher Projektleiter des deutschen Beitrags zum Planck-Weltraumteleskop, einer Raumsonde zur noch genaueren Erforschung der kosmischen Hintergrundstrahlung, die fundamentale Erkenntnisse in der Kosmologie erbringen soll.
2003 erhielt Bartelmann den Ruf als Professor der theoretischen Astrophysik an die Universität Heidelberg, an der er noch heute lehrt.
Von 2006 bis 2008 war er Dekan der Fakultät für Physik und Astronomie.
Er lehrt unter anderem theoretische Physik, mit den Schwerpunkten  theoretische Astrophysik,  Allgemeine Relativitätstheorie, Kosmologie, Gravitationslinsen und Hintergrundstrahlung.

## Forschung
Die Forschungsgebiete von Bartelmanns Forschungsgruppe für Kosmologie am Institut für theoretische Astrophysik der Universität Heidelberg überschneiden und ergänzen sich teilweise. Sie umfassen:
- Der Gravitationslinseneffekt, insbesondere auch die beim starken Gravitationslinseneffekt auftretenden Einsteinringe. Ein Schwerpunkt liegt hier auf den
- Galaxienhaufen. Außerdem befasst er sich hier unter anderem mit dem Sunjajew-Seldowitsch-Effekt und Magnetfeldern in Galaxienhaufen.
- Kosmologie, insbesondere die Strukturbildung des Universums und die Rolle der Dunklen Materie und Dunklen Energie darin. Ein weiterer Schwerpunkt ist – verknüpft mit der Arbeit am Planck-Weltraumteleskop – die kosmische Hintergrundstrahlung und Gravitationslinseneffekte darauf.

Bartelmann veröffentlichte neben zahlreichen fachwissenschaftlichen Arbeiten auch populärwissenschaftliche Artikel über seine Forschungsthemen in Sterne und Weltraum und im Physik-Journal, der Zeitschrift der Deutschen Physikalischen Gesellschaft.

## Veröffentlichungen (Auswahl)
- Grossskalige Korrelationen kosmologischer Objekte aufgrund des Gravitationslinseneffekts. Dissertation, München 1992.
- Weak gravitational lensing. Max-Planck-Institut für Astrophysik, Garching 2000 (zusammen mit Peter Schneider).
- Als Herausgeber: Struktur des Kosmos: Weltbilder von Hoyle bis Hubble. Spektrum der Wissenschaft Verlag, Heidelberg 2006, ISBN 3-938639-34-2 (Sterne und Weltraum; Dossier 1/2006).
- mit Björn Feuerbacher, Timm Krüger, Dieter Lüst, Anton Rebhan, Andreas Wipf: Theoretische Physik, Springer-Spektrum 2015 (mit mathematischen Beiträgen von  Florian Modler und Martin Kreh)
  - Auch in vier Einzelbänden (Band 1 Mechanik, Band 2 Elektrodynamik, Band 3 Quantenmechanik,  Band 4 Thermodynamik und Statistik) 2018.
- Das kosmologische Standardmodell: Grundlagen, Beobachtungen und Grenzen. Springer Berlin und Heidelberg , 1. Aufl. 2019, ISBN 978-3662596265.
  - Rezension von Torsten Ensslin. In: Spektrum – Die Woche, 13/2020.